# Кинничи, Рокко
Рокко Кинничи (итал. Rocco Chinnici; 19 января 1925, Мизильмери — 29 июля 1983, Палермо) — итальянский магистрат, борец с мафией.
Кинничи родился в городке Мизильмери на Сицилии. В 1947 году он окончил юридический факультет университета Палермо и с 1952 года стал работать в качестве прокурора в городе Трапани. В 1966 году он переехал в Палермо, где продолжил работу в прокуратуре. В ноябре 1979 года он был назначен главным прокурором города, заменив на этом посту убитого мафией Чезаре Терранова.
Кинничи создал антимафиозную группу, в которую входили многие следователи региона, для тесного сотрудничества и обмена информацией о преступных группировках. В эту группу также входили знаменитые магистраты Джованни Фальконе и Паоло Борселлино.
29 июля 1983 года Кинничи, двое его телохранителей и консьерж его дома погибли при взрыве его машины, который устроил Пино Греко по приказу своего дяди, мафиози Микеле Греко. Впоследствии Микеле Греко был приговорён к пожизненному заключению за убийство Кинничи и умер в тюрьме в 2008 году.
Рокко Кинничи заменил на посту Антонино Капоннетто.